# 다이렉트컴퓨트
마이크로소프트 다이렉트컴퓨트(DirectCompute)는 비스타와 윈도우 7에서 그래픽 프로세서를 통한 범용 연산을 지원하는 애플리케이션 프로그래밍 인터페이스(API)를 말한다. 다이렉트컴퓨트는 마이크로소프트 DirectX API의 한 부분으로 DirectX 11과 함께 처음 발표되었지만 DirectX 11 GPU는 물론 DirectX 10 GPU에서도 실행이 가능하다. 다이렉트컴퓨트 아키텍처는 크로노스 그룹의 OpenCL이나 엔비디아의 쿠다(CUDA)와 같은 영역에서 서로 경쟁하고 있다.

## 같이 보기
- OpenCL
- CUDA
- GPGPU

## 참조 문서
1. ↑  NVIDIA CUDA 아키텍처 GPU에서 DirectCompute 지원
2. ↑  “Nigel Dessau, senior VP and CMO at AMD, about DirectCompute”. 2012년 7월 7일에 원본 문서에서 보존된 문서. 2012년 7월 7일에 확인함.